# 巴士底樂團
巴士底樂團（英語：Bastille，唱片中写作BΔSTILLE）是一個來自英國英格兰倫敦的樂團，成立於2010年。巴士底樂團起初由主唱丹·史密斯成立，最初计划为单人乐队，后来凯尔·西蒙斯、威尔·法夸森、克里斯·伍德加入乐队。乐队自行发行了出道首张单曲和EP后，签约了維京唱片。他们在2013年3月发表了首张专辑《壞胚子》。这张专辑发布后登顶英國專輯排行榜，其中的热门单曲《庞贝》在英国单曲排行榜摘得亚军。乐队因此在2014年全英音乐奖被提名四项奖项，并获得了最佳突破艺人奖。截至2021年8月，乐队在全球已售出超过一千一百万张唱片。
乐团名称来源于主唱丹·史密斯的生日——7月14日，正是巴士底日。

## 樂團成員
- 丹·史密斯（英语：Dan_Smith_(British_singer)） - 主唱、鍵盤樂、打擊樂（2010年至今）
- 凱爾·西蒙斯（Kyle Simmons） - 打擊樂、伴唱（2010年至今）
- 威爾·法夸森（英语：Will Farquarson） - 貝司、鍵盤樂、吉他、和聲（2010年至今）
- 克里斯·伍德（Chris "Woody" Wood） - 鼓、和聲（2010年至今）
- 查理·巴尼斯（英语：Charlie Barnes (Musician)） - 吉他、打擊樂、和聲（2015年至今，巡迴成員）

## 音乐作品
录音室专辑
- 《壞胚子（英语：Bad_Blood_(Bastille_album)）》（2013年）
- 《瘋狂世界（英语：Wild World (Bastille album)）》（2016年）
- 《崩毀時代（英语：Doom Days）》（2019年）
- 《未來世界（英语：Give Me the Future）》（2022年）

## 外部連結
- 官方网站